# De Grote Donorshow
De Grote Donorshow (Wielki Show Dawcy) – reality show, wyemitowany w Holandii 1 czerwca 2007 roku, w którym widzowie mogli głosować za pomocą SMS-ów (dochód z nich miał być przeznaczony na Holenderski Instytut Nerek), komu śmiertelnie chora 37-letnia kobieta powinna oddać swoją nerkę do przeszczepu. Program ten, emitowany w publicznej holenderskiej stacji BNN, okazał się mistyfikacją (pod koniec programu prezenter Patrick Lodiers przyznał, że chora na raka jest aktorką, chociaż oczekujący na organy uczestnicy są rzeczywiście chorzy i wiedzieli, że dawczyni jest aktorką), przez co wywołał ogromne kontrowersje, w jego sprawie protestowała nawet Komisja Europejska. Według telewizji BNN program miał zwrócić uwagę na problem niedoboru organów do przeszczepów.

## Pochodzenie
Bart de Graaff (zm. 2002), założyciel telewizji BNN, zmarł w wieku 35 lat z powodu nowotworu nerki, po bezskutecznym rocznym oczekiwaniu na przeszczep. W studiu, w którym odbył się program, znajdowały się jego zdjęcia (Zobacz zdjęcie), co wskazuje, iż był on inspiracją dla powstania programu.

## Krytyka i reakcje

### Przed emisją programu
Już przed emisją program wzbudził ogromne kontrowersje. Premier Holandii, Jan Peter Balkenende, stwierdził, że program jest nieetyczny i zaszkodzi transplantologii oraz wizerunkowi kraju za granicą. Joop Atsma, członek Tweede Kamer (odpowiednik polskiego sejmu) z ramienia partii Christen-Democratisch Appèl starał się o zakaz emisji programu, jednak bezskutecznie. Minister kultury Holandii, Ronald Plasterk, twierdził iż z powodu elementu konkurencji program jest nieetyczny, mimo to, cytując holenderskie prawo, stwierdził, iż emisja programu nie może być zakazana. Przed emisją De Grote Donorshow Holenderski Instytut Nerek stwierdził, że program uwydatni problem niedoboru organów, ale zdaje sobie sprawę, że jego charakter nie znajdzie zastosowania w praktyce. W oświadczeniu prasowym Instytut zaapelował do telewizji BNN o nieużywanie ich logo w logo programu (zamiast litery O w logo programu znajduje się rysunek nerki, zobacz logo), tym bardziej, że BNN nie zapytało nigdy o zgodę na to.
Laurens Drillich, w tamtym czasie prezes BNN, bronił programu i twierdził, że telewizja chce zaszokować ludzi i zwrócić uwagę na problem niedoboru organów do przeszczepów.

Oczywiście zgadzamy się, że to ma zły smak, ale uważamy, że rzeczywistość ma jeszcze gorszy smak. Mam na myśli to, że w Holandii jest coraz gorzej z dawstwem organów. My – BNN – mieliśmy kogoś, kto założył tę stację, potrzebował nerki, był na liście biorców i wkrótce potem, w wieku 35 lat, zmarł. Miało to miejsce pięć lat temu, a od tamtego czasu sytuacja w Holandii wygląda jeszcze gorzej,

### Po emisji programu
W oświadczeniu prasowym po programie dyrektor Endemol, Paul Römer, powiedział:

Nie chcemy być źle zrozumiani, nigdy nie zrobiłbym programu takiego jak De Grote Donorshow w rzeczywistości. Bardzo dobrze rozumiem masowe oburzenie, ale mam również nadzieję, że ludzie zrozumieją, dlaczego to zrobiliśmy. Było to konieczne, aby problem niedoboru dawców znalazł się na politycznej agendzie. Wzywam wszystkich do [...] wypełnienia formularza dawcy.

Ronald Plasterk powiedział prasie, że teraz uważa, iż program był fantastycznym pomysłem i wielkim osiągnięciem. Joop Atsma nazwał program „pozbawionym smaku” i oznajmił, że nie uważa, by pomógł on w rozwiązaniu problemu.
Już kilka godzin po zakończeniu emisji telewizja BNN otrzymała SMS-y od ponad 12 000 widzów, którzy zadeklarowali się im, że wypełnią formularz dawcy. Po dniu od emisji w całej Holandii wypełniono około 30 000 formularzy, po dwóch – 50 000, a oczekuje się, że będzie ich jeszcze więcej. Miesiąc po emisji programu zarejestrowano jeszcze 7300 nowych dawców.

#### Moment roku w telewizji holenderskiej
12 stycznia 2008 roku scena, podczas której Patrick Lodiers ogłasza, że program był mistyfikacją, została wybrana momentem roku 2007 w telewizji holenderskiej. Podczas komunikatu Laurens Drillich powiedział:

Program był wyemitowany w czerwcu, dziś jest styczeń. Holenderscy politycy obiecali, że sprawa niedoboru dawców znajdzie się na agendzie. Ciągle czekamy na reakcję.